# UEFA Champions League 2016-2017 (fase a gironi)
La fase a gironi della UEFA Champions League 2016–2017 si è disputata tra il 13 settembre 2016 e il 7 dicembre 2016. Hanno partecipato a questa fase della competizione 32 club: 16 di essi si sono qualificati alla successiva fase a eliminazione diretta, che condurrà alla finale di Cardiff (Galles) del 3 giugno 2017.

## Date
| Fase          | Turno            | Sorteggio                              | Data                 |
| ------------- | ---------------- | -------------------------------------- | -------------------- |
| Fase a gironi | Prima giornata   | 25 agosto 2016, ore 18:00 CET (Monaco) | 13-14 settembre 2016 |
| Fase a gironi | Seconda giornata | 25 agosto 2016, ore 18:00 CET (Monaco) | 27-28 settembre 2016 |
| Fase a gironi | Terza giornata   | 25 agosto 2016, ore 18:00 CET (Monaco) | 18-19 ottobre 2016   |
| Fase a gironi | Quarta giornata  | 25 agosto 2016, ore 18:00 CET (Monaco) | 1-2 novembre 2016    |
| Fase a gironi | Quinta giornata  | 25 agosto 2016, ore 18:00 CET (Monaco) | 22-23 novembre 2016  |
| Fase a gironi | Sesta giornata   | 25 agosto 2016, ore 18:00 CET (Monaco) | 6-7 dicembre 2016    |

## Squadre
| Legenda                                                                                         |
| ----------------------------------------------------------------------------------------------- |
| I club primi e secondi classificati avanzano alla fase a eliminazione diretta                   |
| I club terzi classificati partecipano alla fase a eliminazione diretta della UEFA Europa League |
| I club quarti classificati sono eliminati                                                       |

| Squadre             | Coeff   |
| ------------------- | ------- |
| Real Madrid         | 176.142 |
| Barcellona          | 159.142 |
| Leicester City      | 15.256  |
| Bayern Monaco       | 163.035 |
| Juventus            | 107.087 |
| Benfica             | 116.616 |
| Paris Saint-Germain | 112.549 |
| CSKA Mosca          | 48.716  |

| Squadre           | Coeff   |
| ----------------- | ------- |
| Atlético Madrid   | 144.142 |
| Borussia Dortmund | 110.035 |
| Arsenal           | 105.256 |
| Manchester City   | 99.256  |
| Siviglia          | 95.642  |
| Porto             | 92.616  |
| Napoli            | 90.087  |
| Bayer Leverkusen  | 89.035  |

| Squadre             | Coeff  |
| ------------------- | ------ |
| Basilea             | 87.755 |
| Tottenham           | 74.256 |
| Dinamo Kiev         | 65.976 |
| Olympique Lione     | 63.049 |
| PSV                 | 57.112 |
| Sporting Lisbona    | 51.616 |
| Club Bruges         | 43.000 |
| Borussia M'gladbach | 42.035 |

| Squadre         | Coeff  |
| --------------- | ------ |
| Celtic          | 40.460 |
| Monaco          | 36.549 |
| Beşiktaş        | 34.920 |
| Legia Varsavia  | 28.000 |
| Dinamo Zagabria | 25.775 |
| Ludogorec       | 25.625 |
| Copenaghen      | 24.720 |
| Rostov          | 11.716 |

## Sorteggio
| Gruppo | 1ª fascia           | 2ª fascia         | 3ª fascia           | 4ª fascia       |
| ------ | ------------------- | ----------------- | ------------------- | --------------- |
| A      | Paris Saint-Germain | Arsenal           | Basilea             | Ludogorec       |
| B      | Benfica             | Napoli            | Dinamo Kiev         | Beşiktaş        |
| C      | Barcellona          | Manchester City   | Borussia M'gladbach | Celtic          |
| D      | Bayern Monaco       | Atlético Madrid   | PSV                 | Rostov          |
| E      | CSKA Mosca          | Bayer Leverkusen  | Tottenham           | Monaco          |
| F      | Real Madrid         | Borussia Dortmund | Sporting Lisbona    | Legia Varsavia  |
| G      | Leicester City      | Porto             | Club Bruges         | Copenaghen      |
| H      | Juventus            | Siviglia          | Olympique Lione     | Dinamo Zagabria |

## Gruppo A

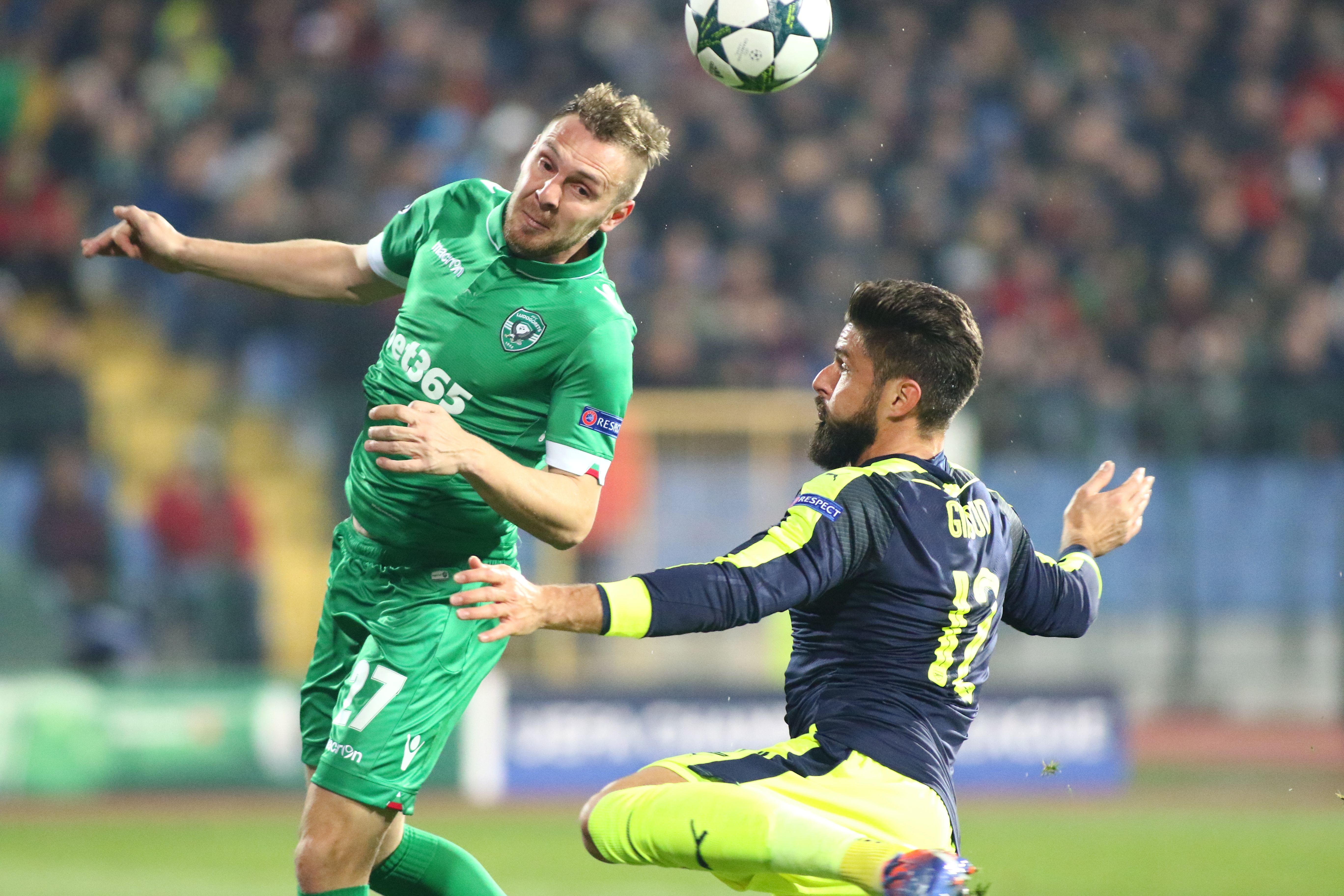
L'attaccante francese Giroud (a destra) in un contrasto aereo col difensore romeno Moți (a sinistra) durante il match dello stadio Vasil Levski tra i padroni di casa del Ludogorec e l'Arsenal.

Nel Gruppo A vengono inseriti i francesi del Paris Saint-Germain, gli inglesi dell'Arsenal, gli svizzeri del Basilea e i bulgari del Ludogorec.
Nella giornata d'esordio, il Paris Saint-Germain e l'Arsenal pareggiano per 1-1 al Parco dei Principi: all'iniziale vantaggio di Cavani per i padroni di casa (l'attaccante uruguaiano realizza inoltre il gol più veloce dei parigini nella storia della competizione) risponde la rete di Sánchez per gli ospiti. Nell'altra gara, anche il Basilea e il Ludogorec si dividono la posta in palio col medesimo risultato al St. Jakob-Park: gli elvetici riacciuffano il pari con la marcatura di Steffen, che equalizza appunto quella balcanica ad opera di Jonathan Cafù.
Nella seconda giornata, i francesi battono in rimonta i bulgari per 3-1 allo stadio Vasil Levski grazie alla doppietta di Cavani e alla rete di Matuidi, le quali ribaltano il vantaggio iniziale di Natanael; mentre all'Emirates Stadium, gli inglesi superano gli svizzeri per 2-0 con la doppietta di Walcott.
Nella terza giornata, gli inglesi travolgono i bulgari con un perentorio 6-0 a Londra in virtù della tripletta di Özil e delle reti di Sánchez, Walcott e Oxlade-Chamberlain; invece a Parigi, i francesi si impongono per 3-0 sugli svizzeri con i gol di Di María, Lucas Moura e Cavani, quest'ultimo a segno su calcio di rigore.
Nella quarta giornata, l'Arsenal sconfigge nuovamente il Ludogorec, questa volta in rimonta con un pirotecnico 3-2 a Sofia, frutto delle marcature di Xhaka, Giroud e Özil, che fanno appunto da contraltare a quelle avversarie di Jonathan Cafù e Keșerü, permettendo inoltre ai londinesi di suggellare la qualificazione agli ottavi di finale (la diciassettesima consecutiva) con due turni d'anticipo. Nell'altra partita, pure il Paris Saint-Germain prevale di nuovo sul Basilea e conquista anch'esso anzitempo il passaggio del turno, vincendo per 2-1 a Basilea con le reti di Matuidi e Meunier (quest'ultima avvenuta in pieno recupero), intervallate da quella del momentaneo pari elvetico ad opera di Zuffi.
Nella quinta giornata, i francesi rimediano un pareggio per 2-2 contro gli inglesi all'Emirates Stadium grazie alla rete di Cavani e all'autogol di Iwobi, cui rispondono Giroud (a segno su calcio di rigore) e l'autorete di Verratti; mentre allo stadio Vasil Levski, anche i bulgari e gli svizzeri si spartiscono il punteggio finale, non andando oltre lo 0-0, soprattutto per via dell'ottima prestazione del portiere Stojanov, autore di salvataggi fondamentali ai fini di tale risultato per i balcanici.
Nell'ultima giornata, l'Arsenal centra il primo posto in classifica con 14 punti dopo aver travolto il Basilea con un altisonante 4-1 al St. Jakob-Park (decidono la tripletta di Lucas Pérez e la rete di Iwobi, seguite da quella inutile avversaria ad opera di Doumbia), approfittando inoltre del contemporaneo pareggio per 2-2 fra il Paris Saint-Germain e il Ludogorec al Parco dei Principi (per i parigini vanno a segno Cavani e Di María, mentre per i balcanici Misidjan e Wanderson), con i francesi che si devono dunque accontentare del secondo posto con 12 punti. In virtù di quest'ultimo punteggio, i bulgari raggiungono il terzo posto con 3 punti e l'annesso ripescaggio in Europa League a discapito degli svizzeri, giunti mestamente all'ultimo posto del girone con solo 2 punti all'attivo.
| Squadra             | Pt | G | V | N | P | GF | GS | DG |
| ------------------- | -- | - | - | - | - | -- | -- | -- |
| Arsenal             | 14 | 6 | 4 | 2 | 0 | 15 | 6  | +9 |
| Paris Saint-Germain | 12 | 6 | 3 | 3 | 0 | 16 | 7  | +9 |
| Ludogorec           | 3  | 6 | 0 | 3 | 3 | 6  | 15 | -9 |
| Basilea             | 2  | 6 | 0 | 2 | 4 | 3  | 12 | -9 |

| Arbitro: | Viktor Kassai |

|           |           |             |
| Cavani 1’ | Marcatori | 78’ Sánchez |

| Arbitro: | Aljaksej Kul'bakoŭ |

|             |           |                   |
| Steffen 79’ | Marcatori | 45’ Jonathan Cafù |

| Arbitro: | Pavel Královec |

|              |           |                             |
| Natanael 15’ | Marcatori | 41’ Matuidi 54’, 60’ Cavani |

| Arbitro: | Danny Makkelie |

|                 |           |  |
| Walcott 7’, 26’ | Marcatori |  |

| Arbitro: | Artur Soares Dias |

|                                                                   |           |  |
| Sánchez 12’ Walcott 42’ Oxlade-Chamberlain 46’ Özil 56’, 83’, 87’ | Marcatori |  |

| Arbitro: | Deniz Aytekin |

|                                            |           |  |
| Di María 40’ Lucas 62’ Cavani 90+3’ (rig.) | Marcatori |  |

| Arbitro: | Bas Nijhuis |

|                              |           |                               |
| Jonathan Cafù 12’ Keșerü 15’ | Marcatori | 20’ Xhaka 42’ Giroud 88’ Özil |

| Arbitro: | Ovidiu Hațegan |

|           |           |                         |
| Zuffi 76’ | Marcatori | 43’ Matuidi 90’ Meunier |

| Arbitro: | Felix Brych |

|                                         |           |                             |
| Giroud 45+1’ (rig.) Verratti 60’ (aut.) | Marcatori | 18’ Cavani 77’ (aut.) Iwobi |

| Sofia 23 novembre 2016, ore 20:45 CET 5ª giornata | Ludogorec       | 0 – 0 referto | Basilea | Stadio Nazionale Vasil Levski (20 821 spett.)\| Arbitro: \| Martin Atkinson \| |
| Arbitro:                                          | Martin Atkinson |               |         |                                                                                |

| Arbitro: | Anastasios Sidīropoulos |

|                           |           |                            |
| Cavani 61’ Di María 90+2’ | Marcatori | 15’ Misidjan 69’ Wanderson |

| Arbitro: | Manuel de Sousa |

|             |           |                                    |
| Doumbia 78’ | Marcatori | 8’, 16’, 47’ Lucas Pérez 53’ Iwobi |

## Gruppo B

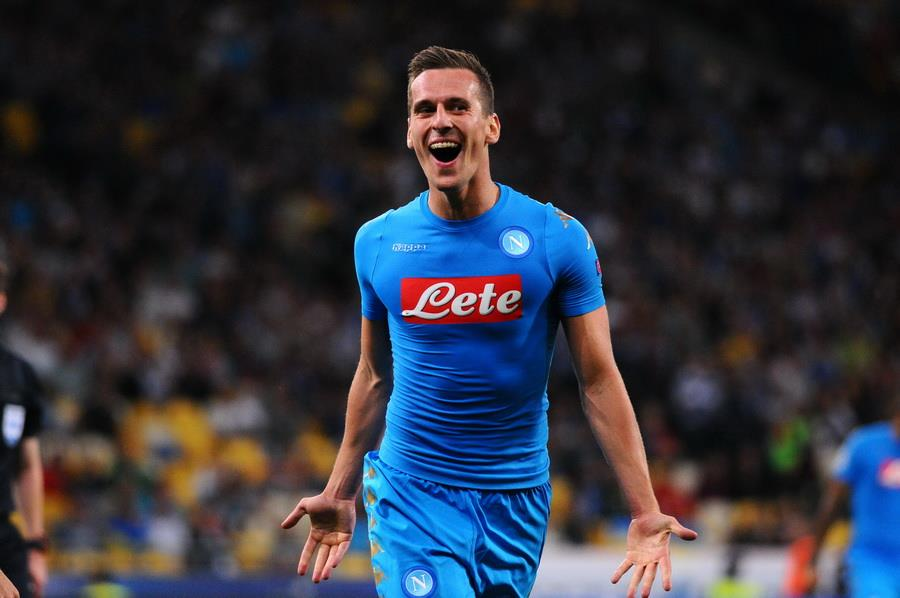
Il partenopeo Milik esulta dopo aver segnato una rete per il Napoli nel match esterno contro la Dinamo Kiev.

Nel Gruppo B vengono inseriti i portoghesi del Benfica, gli italiani del Napoli, gli ucraini della Dinamo Kiev e i turchi del Beşiktaş.
Nella giornata d'esordio, il Napoli batte per 2-1 la Dinamo Kiev allo stadio Olimpijs'kij con la doppietta di Milik, che rimonta l'iniziale vantaggio di Harmaš; mentre allo stadio da Luz, il Beşiktaş impone al Benfica il pareggio per 1-1 in virtù della rete in extremis dell'ex Talisca (a segno su calcio di punizione), che fa appunto da contraltare a quella precedente di Cervi.
Nella seconda giornata, i turchi rimediano un altro pari per 1-1, questa volta contro gli ucraini alla Vodafone Arena, frutto del gol di Quaresma su calcio di punizione, cui risponde quello avversario ad opera di Cyhankov; invece allo stadio San Paolo, gli italiani prevalgono per 4-2 sui portoghesi grazie alla doppietta di Mertens e alle marcature di Hamšík e Milik (a segno su calcio di rigore), seguite da quelle lusitane di Guedes e Salvio, le quali accorciano solamente le distanze nel finale di gara.
Nella terza giornata, i portoghesi colgono il primo successo nel raggruppamento a discapito degli ucraini, superandoli per 2-0 a Kiev con le reti di Salvio (avvenuta su calcio di rigore) e Cervi; mentre nell'altra partita, i turchi espugnano a sorpresa il campo degli italiani, vincendo per 3-2 a Napoli in virtù della doppietta di Aboubakar e del gol di Adriano, intervallati dalle marcature avversarie di Mertens e Gabbiadini (a segno su calcio di rigore), centrando così anch'essi il primo trionfo nel girone dopo sei anni d'assenza dalla competizione.
Nella quarta giornata, il Beşiktaş e il Napoli si dividono la posta in palio con un pareggio per 1-1 ad Istanbul: alla rete iniziale di Quaresma per i padroni di casa (realizzata su calcio di rigore) replica quella di Hamšík per gli ospiti; invece nell'altro match, il Benfica sconfigge nuovamente la Dinamo Kiev, vincendo per 1-0 a Lisbona con il decisivo gol di Salvio su calcio di rigore.
Nella quinta giornata, i turchi strappano un insperato pari per 3-3 contro i portoghesi alla Vodafone Arena grazie alle marcature di Tosun, Quaresma (a segno dagli undici metri) e Aboubakar, che rimontano appunto un passivo di tre reti avversarie, propiziate rispettivamente da Guedes, Semedo e Fejsa. Nell'altra gara, gli ucraini riescono d'altro canto ad inchiodare gli italiani sul pareggio per 0-0 allo stadio San Paolo, merito di una discreta prestazione corale, ma anche di altrettanta imprecisione offensiva dei partenopei.
Nell'ultima giornata, il Napoli trionfa per 2-1 sul Benfica allo stadio da Luz (decidono i gol di Callejón e Mertens, seguiti da quello lusitano ad opera di Raúl Jiménez, che accorcia solamente le distanze) e raggiunge così il primo posto in classifica con 11 punti e l'annessa qualificazione agli ottavi di finale dopo cinque anni dall'ultima conseguita. Nonostante la succitata sconfitta, i portoghesi ottengono comunque il secondo posto con 8 punti valevoli per il passaggio del turno, poiché nell'altro match, il Beşiktaş crolla clamorosamente sotto i colpi della già eliminata Dinamo Kiev, che si impone con un incredibile 6-0 allo stadio Olimpijs'kij (a segno Bjesjedin, Jarmolenko, Bujal's'kyj, Derlis González, Sydorčuk e Júnior Moraes). Tale risultato costringe dunque i turchi a salutare la competizione in virtù del terzo posto con 7 punti, che consente però il ripescaggio in Europa League, mentre gli ucraini terminano invece la loro stagione europea come fanalino di coda del girone con 5 punti. 
| Squadra     | Pt | G | V | N | P | GF | GS | DG |
| ----------- | -- | - | - | - | - | -- | -- | -- |
| Napoli      | 11 | 6 | 3 | 2 | 1 | 11 | 8  | +3 |
| Benfica     | 8  | 6 | 2 | 2 | 2 | 10 | 10 | 0  |
| Beşiktaş    | 7  | 6 | 1 | 4 | 1 | 9  | 14 | -5 |
| Dinamo Kiev | 5  | 6 | 1 | 2 | 3 | 8  | 6  | +2 |

| Arbitro: | William Collum |

|            |           |                  |
| Harmaš 26’ | Marcatori | 36’, 45+2’ Milik |

| Arbitro: | Milorad Mažić |

|           |           |               |
| Cervi 12’ | Marcatori | 90+3’ Talisca |

| Arbitro: | Felix Zwayer |

|              |           |              |
| Quaresma 29’ | Marcatori | 65’ Cyhankov |

| Arbitro: | Felix Brych |

|                                              |           |                       |
| Hamsik 20’ Mertens 51’, 58’ Milik 54’ (rig.) | Marcatori | 70’ Guedes 86’ Salvio |

| Arbitro: | Sergej Gennad'evič Karasëv |

|                                   |           |                                |
| Mertens 30’ Gabbiadini 69’ (rig.) | Marcatori | 12’ Adriano 38’, 86’ Aboubakar |

| Arbitro: | David Fernández Borbalán |

|  |           |                            |
|  | Marcatori | 9’ (rig.) Salvio 55’ Cervi |

| Arbitro: | Mark Clattenburg |

|                     |           |            |
| Quaresma 79’ (rig.) | Marcatori | 82’ Hamšík |

| Arbitro: | Clément Turpin |

|                     |           |  |
| Salvio 45+2’ (rig.) | Marcatori |  |

| Napoli 23 novembre 2016, ore 20:45 CET 5ª giornata | Napoli         | 0 – 0 referto | Dinamo Kiev | Stadio San Paolo (33 736 spett.)\| Arbitro: \| Ovidiu Hațegan \| |
| Arbitro:                                           | Ovidiu Hațegan |               |             |                                                                  |

| Arbitro: | Damir Skomina |

|                                             |           |                                 |
| Tosun 58’ Quaresma 83’ (rig.) Aboubakar 89’ | Marcatori | 10’ Guedes 25’ Semedo 31’ Fejsa |

| Arbitro: | Craig Thomson |

|                                                                                                  |           |  |
| Bjesjedin 9’ Jarmolenko 30’ (rig.) Bujal's'kij 32’ Gonzalez 45+3’ Sydorčuk 60’ Júnior Moraes 77’ | Marcatori |  |

| Arbitro: | Antonio Mateu Lahoz |

|             |           |                          |
| Jimenez 87’ | Marcatori | 60’ Callejón 79’ Mertens |

## Gruppo C

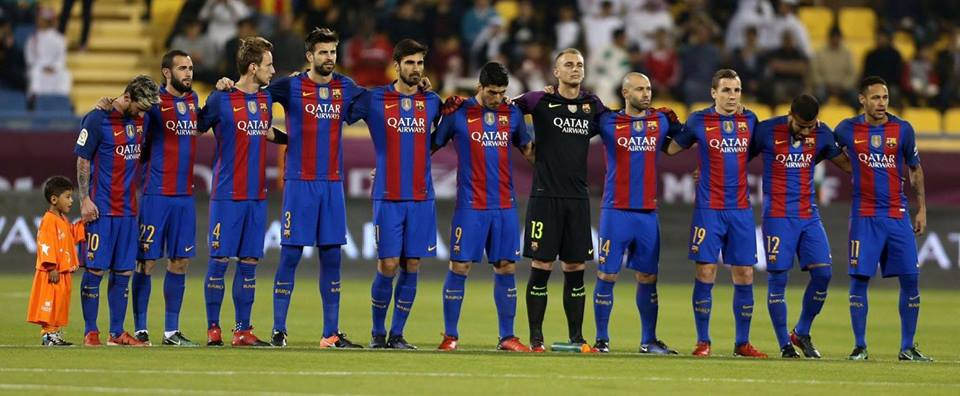
Il Barcellona vince il proprio girone dopo aver conseguito il primo posto in classifica con 15 punti.

Nel Gruppo C vengono inseriti gli spagnoli del Barcellona, gli inglesi del Manchester City, i tedeschi del Borussia M'gladbach e gli scozzesi del Celtic.
Nella giornata d'esordio, il Barcellona travolge il Celtic con un perentorio 7-0 al Camp Nou grazie alle reti di Messi (autore di una tripletta), Suárez (a segno con una doppietta), Neymar e Iniesta, infliggendo così ai britannici la loro sconfitta più pesante mai patita a livello europeo; mentre nell'altra partita, il Manchester City regola per 4-0 il Borussia M'gladbach all'Etihad Stadium in virtù della tripletta di Agüero e del gol di Iheanacho.
Nella seconda giornata, gli spagnoli battono in rimonta per 2-1 i tedeschi al Borussia-Park con le marcature di Arda Turan e Piqué, che ribaltano quella avversaria di Hazard; invece nell'altra gara, gli scozzesi bloccano a sorpresa gli inglesi con un pirotecnico pareggio per 3-3 al Celtic Park: alla doppietta di Dembélé, coadiuvata all'autorete di Sterling, rispondono i gol mancuniani di Fernandinho, Nolito e Sterling stesso, con quest'ultimo che si riscatta parzialmente per l'errore commesso in precedenza.
Nella terza giornata, i tedeschi colgono il primo trionfo nel girone a discapito degli scozzesi, superandoli per 2-0 a Glasgow con le reti di Stindl e Hahn; mentre a Barcellona, gli spagnoli hanno ragione degli inglesi con un imperioso 4-0, frutto della tripletta di Messi e del gol di Neymar.
Nella quarta giornata, il Borussia M'gladbach e il Celtic si spartiscono la posta in palio con un pari per 1-1 a Mönchengladbach: alla marcatura teutonica di Stindl replica quella britannica di Dembélé su calcio di rigore; mentre nell'altro match, il Manchester City si prende la rivincita sul Barcellona, sconfiggendolo in rimonta per 3-1 a Manchester (la doppietta di Gündoğan e la rete di De Bruyne su calcio di punizione ribaltano l'iniziale vantaggio catalano ad opera di Messi) ed impartendogli così la prima sconfitta nel raggruppamento continentale.
Nella quinta giornata, gli spagnoli battono per 2-0 gli scozzesi al Celtic Park grazie alla doppietta di Messi, suggellando appunto la qualificazione agli ottavi di finale con un turno d'anticipo; invece al Borussia-Park, i tedeschi impongono il pareggio per 1-1 agli inglesi (al gol iniziale di Raffael per i padroni di casa risponde quello di David Silva per gli ospiti), i quali ottengono comunque anch'essi il prematuro passaggio del turno.
Nell'ultima giornata, il Barcellona consolida il già assicurato primo posto in classifica con 15 punti dopo aver prevalso per 4-0 sul Borussia M'gladbach al Camp Nou (decidono la rete di Messi e la tripletta di Arda Turan), mentre nell'altra gara, il Manchester City conferma il secondo posto con 9 punti in virtù del pareggio per 1-1 contro il Celtic all'Etihad Stadium (il gol mancuniano di Iheanacho replica a quello scoto di Roberts). Tali risultati permettono dunque ai tedeschi di centrare il terzo posto del girone con 5 punti valevoli per il ripescaggio in Europa League, ma causano al contempo l'arrivo all'ultimo posto con 3 punti per gli scozzesi, che pongono appunto fine alla loro stagione europea. 
| Squadra             | Pt | G | V | N | P | GF | GS | DG  |
| ------------------- | -- | - | - | - | - | -- | -- | --- |
| Barcellona          | 15 | 6 | 5 | 0 | 1 | 20 | 4  | +16 |
| Manchester City     | 9  | 6 | 2 | 3 | 1 | 12 | 10 | +2  |
| Borussia M'gladbach | 5  | 6 | 1 | 2 | 3 | 5  | 12 | -7  |
| Celtic              | 3  | 6 | 0 | 3 | 3 | 5  | 16 | -11 |

| Arbitro: | Ovidiu Hațegan |

|                                                           |           |  |
| Messi 3’, 27’, 60’ Neymar 50’ Iniesta 59’ Suárez 75’, 88’ | Marcatori |  |

| Arbitro: | Björn Kuipers |

|                                            |           |  |
| Agüero 9’, 28’ (rig.), 77’ Iheanacho 90+1’ | Marcatori |  |

| Arbitro: | Damir Skomina |

|            |           |                     |
| Hazard 34’ | Marcatori | 65’ Turan 74’ Piqué |

| Arbitro: | Nicola Rizzoli |

|                                     |           |                                         |
| Dembélé 3’, 47’ Sterling 20’ (aut.) | Marcatori | 12’ Fernandinho 28’ Sterling 55’ Nolito |

| Arbitro: | Anastasios Sidīropoulos |

|  |           |                     |
|  | Marcatori | 57’ Stindl 77’ Hahn |

| Arbitro: | Milorad Mažić |

|                                |           |  |
| Messi 17’, 61’, 69’ Neymar 89’ | Marcatori |  |

| Arbitro: | Manuel de Sousa |

|            |           |                    |
| Stindl 32’ | Marcatori | 76’ (rig.) Dembélé |

| Arbitro: | Viktor Kassai |

|                                 |           |           |
| Gündoğan 39’, 74’ De Bruyne 51’ | Marcatori | 21’ Messi |

| Arbitro: | Daniele Orsato |

|  |           |                       |
|  | Marcatori | 24’, 55’ (rig.) Messi |

| Arbitro: | Cüneyt Çakır |

|             |           |             |
| Raffael 23’ | Marcatori | 45+1’ Silva |

| Arbitro: | Sergej Gennad'evič Karasëv |

|                               |           |  |
| Messi 16’ Turan 50’, 53’, 67’ | Marcatori |  |

| Arbitro: | Slavko Vinčić |

|              |           |            |
| Iheanacho 8’ | Marcatori | 4’ Roberts |

## Gruppo D

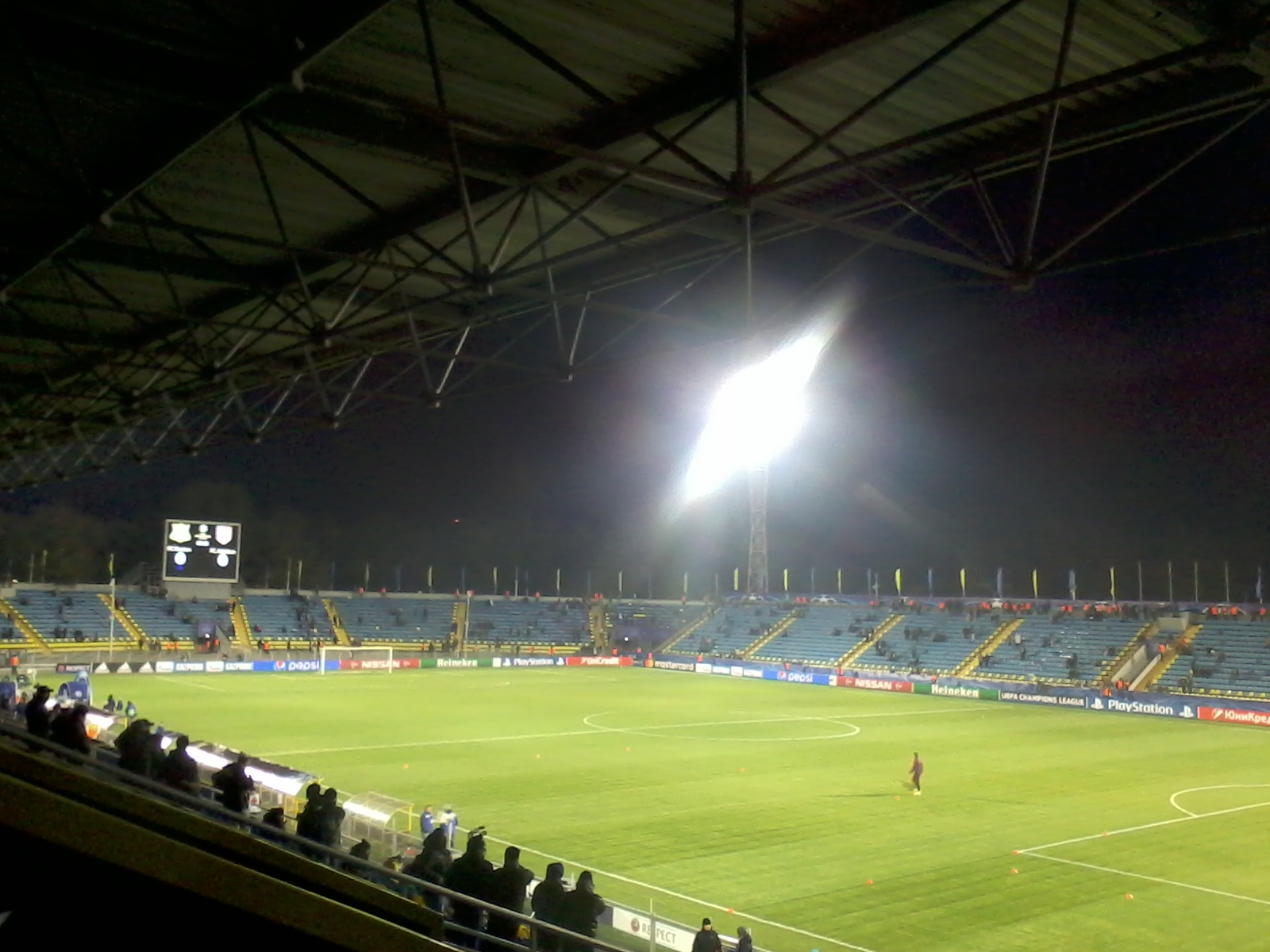
Lo stadio Olimp-2 prima del match fra i padroni di casa del Rostov e l'Atlético Madrid.

Nel Gruppo D vengono inseriti i tedeschi del Bayern Monaco, gli spagnoli dell'Atlético Madrid, gli olandesi del PSV e i russi del Rostov.
Nella prima giornata, il Bayern Monaco surclassa l'esordiente Rostov con un sonoro 5-0 all'Allianz Arena, frutto delle reti di Lewandowski (a segno su calcio di rigore), Müller, Kimmich (autore di una doppietta) e Bernat; mentre al Philips Stadion, l'Atlético Madrid, finalista della precedente edizione, espugna il campo del PSV per 1-0 con il decisivo gol di Saúl Ñíguez, coadiuvato alla cruciale parata del portiere Oblak, che neutralizza un calcio di rigore avversario.
Nella seconda giornata, gli spagnoli battono per 1-0 i tedeschi allo stadio Vicente Calderón grazie alla risolutiva marcatura di Carrasco; invece nell'altra gara, i russi impongono agli olandesi il pari per 2-2 allo stadio Olimp-2 in virtù della doppietta di Poloz, la quale fa da contraltare alle reti avversarie di Pröpper e de Jong.
Nella terza giornata, i tedeschi travolgono gli olandesi con un perentorio 4-1 a Monaco di Baviera in seguito ai gol di Müller, Kimmich, Lewandowski e Robben, mentre è di Narsingh l'unica rete di marca neerlandese. Nell'altro match, gli spagnoli sconfiggono per 1-0 anche i russi, imponendosi a Rostov sul Don con un'altra cruciale marcatura di Carrasco.
Nella quarta giornata, l'Atlético Madrid supera nuovamente il Rostov, trionfando in extremis per 2-1 a Madrid con la decisiva doppietta di Griezmann, inframezzata dalla rete del momentaneo pareggio ad opera di Azmoun, e centra così la qualificazione agli ottavi di finale con due turni d'anticipo. Nell'altra partita, pure il Bayern Monaco ha di nuovo ragione del PSV, vincendo in rimonta per 2-1 ad Eindhoven grazie alla doppietta di Lewandowski, che ribalta l'iniziale vantaggio di Arias e consegna appunto anche ai bavaresi il prematuro passaggio del turno.
Nella quinta giornata, i russi hanno clamorosamente la meglio sui tedeschi allo stadio Olimp-2, battendoli per 3-2 in virtù delle marcature di Azmoun, Poloz e Noboa (a segno su calcio di punizione), che sovrastano quelle teutoniche di Douglas Costa e Bernat e permettono inoltre ai ruteni di agguantare la loro prima storica vittoria nella massima manifestazione continentale. Nell'altro incontro del raggruppamento, gli spagnoli conseguono d'altro canto un ulteriore trionfo a discapito degli olandesi, sconfiggendoli per 2-0 allo stadio Vicente Calderón con i gol di Gameiro e Griezmann.
Nell'ultima giornata, il Bayern Monaco si impone per 1-0 all'Allianz Arena sull'Atlético Madrid (quest'ultimo già sicuro del primo posto in classifica con 15 punti) grazie alla decisiva rete di Lewandowski su calcio di punizione, che consente ai bavaresi di consolidare il secondo posto con 12 punti alle spalle degli stessi madrileni, infliggendoli inoltre la prima sconfitta stagionale a livello europeo. Nell'altra gara, il Rostov inchioda invece sul pareggio per 0-0 il PSV al Philips Stadion; risultato che vale il terzo posto con 5 punti e l'annesso ripescaggio in Europa League per i russi, mentre gli olandesi giungono mestamente all'ultima piazza del girone con solamente 2 punti all'attivo.
| Squadra         | Pt | G | V | N | P | GF | GS | DG |
| --------------- | -- | - | - | - | - | -- | -- | -- |
| Atlético Madrid | 15 | 6 | 5 | 0 | 1 | 7  | 2  | +5 |
| Bayern Monaco   | 12 | 6 | 4 | 0 | 2 | 14 | 6  | +8 |
| Rostov          | 5  | 6 | 1 | 2 | 3 | 6  | 12 | -6 |
| PSV             | 2  | 6 | 0 | 2 | 4 | 4  | 11 | -7 |

| Arbitro: | Anthony Taylor |

|                                                                 |           |  |
| Lewandowski 28’ (rig.) Müller 45+2’ Kimmich 53’, 60’ Bernat 90’ | Marcatori |  |

| Arbitro: | Martin Atkinson |

|  |           |          |
|  | Marcatori | 43’ Saúl |

| Arbitro: | Szymon Marciniak |

|              |           |  |
| Carrasco 35’ | Marcatori |  |

| Arbitro: | Clément Turpin |

|               |           |                           |
| Poloz 8’, 37’ | Marcatori | 14’ Pröpper 45+1’ De Jong |

| Arbitro: | Daniele Orsato |

|  |           |              |
|  | Marcatori | 62’ Carrasco |

| Arbitro: | William Collum |

|                                                   |           |              |
| Müller 13’ Kimmich 21’ Lewandowski 59’ Robben 84’ | Marcatori | 41’ Narsingh |

| Arbitro: | Craig Thomson |

|                      |           |            |
| Griezmann 28’, 90+3’ | Marcatori | 30’ Azmoun |

| Arbitro: | Gianluca Rocchi |

|           |           |                             |
| Arias 14’ | Marcatori | 34’ (rig.), 74’ Lewandowski |

| Arbitro: | Artur Soares Dias |

|                                       |           |                              |
| Azmoun 44’ Poloz 50’ (rig.) Noboa 67’ | Marcatori | 35’ Douglas Costa 52’ Bernat |

| Arbitro: | Aljaksej Kul'bakoŭ |

|                           |           |  |
| Gameiro 55’ Griezmann 66’ | Marcatori |  |

| Arbitro: | Clément Turpin |

|                 |           |  |
| Lewandowski 28’ | Marcatori |  |

| Eindhoven 6 dicembre 2016, ore 20:45 CET 6ª giornata | PSV           | 0 – 0 referto | Rostov | Philips Stadion (33 400 spett.)\| Arbitro: \| Deniz Aytekin \| |
| Arbitro:                                             | Deniz Aytekin |               |        |                                                                |

## Gruppo E

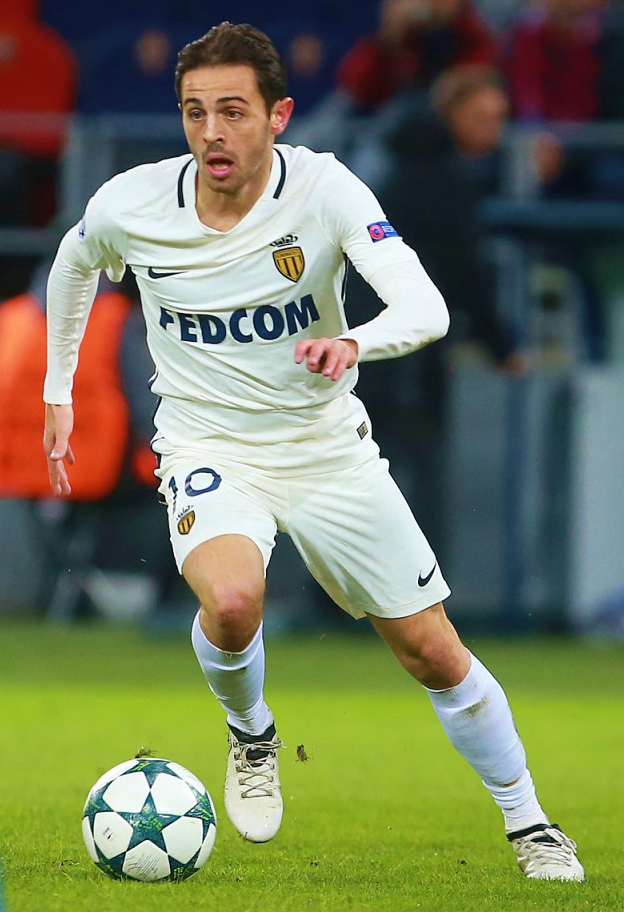
Il monegasco Bernardo Silva, in azione durante il match esterno del Monaco contro il CSKA Mosca.

Nel Gruppo E vengono inseriti i russi del CSKA Mosca, i tedeschi del Bayer Leverkusen, gli inglesi del Tottenham e i francesi del Monaco.
Nella giornata d'esordio, il CSKA Mosca strappa un pareggio in rimonta per 2-2 contro il Bayer Leverkusen alla BayArena: le reti di Dzagoev e Erëmenko colmano difatti il doppio svantaggio iniziale propiziato da Mehmedi e Çalhanoğlu; mentre al Wembley Stadium, il Monaco espugna il campo del Tottenham per 2-1 con i gol di Bernardo Silva e Lemar, cui segue quello avversario di Alderweireld, che accorcia solamente le distanze.
Nella seconda giornata, i francesi e i tedeschi si dividono la posta in palio con un pari per 1-1 allo Stade Louis II: alla marcatura teutonica di Hernández risponde quella monegasca di Glik, avvenuta in pieno recupero; invece nell'altra partita, gli inglesi battono per 1-0 i russi all'Arena CSKA con la decisiva rete di Son, che permette inoltre ai britannici di tornare al successo nella competizione dopo sei anni d'assenza.
Nella terza giornata, i francesi racimolano un altro pareggio per 1-1, questa volta contro i russi a Mosca, in virtù del gol di Bernardo Silva, il quale riacciuffa quello avversario ad opera di Traoré; mentre a Leverkusen, i tedeschi e gli inglesi non vanno oltre lo 0-0, merito anche dell'ottima prestazione da parte del portiere Lloris, autore di parate fondamentali ai fini di tale risultato per i londinesi.
Nella quarta giornata, il Bayer Leverkusen coglie il primo successo nel raggruppamento a discapito del Tottenham, superandolo per 1-0 a Londra con la risolutiva rete di Kampl; invece a Montecarlo, il Monaco regola per 3-0 il CSKA Mosca in seguito alla doppietta di Falcao (che torna a segnare nella manifestazione dopo sei anni) e alla marcatura di Germain.
Nella quinta giornata, i russi e i tedeschi si spartiscono il bottino con un pareggio per 1-1 all'Arena CSKA: al gol iniziale di Volland per gli ospiti replica quello di Natkho su calcio di rigore per i padroni di casa; mentre allo Stade Louis II, i francesi hanno la meglio sugli inglesi per 2-1 grazie alle reti di Sidibé e Lemar, intervallate da quella avversaria di Kane su calcio di rigore. Tali risultati sanciscono la qualificazione agli ottavi di finale con un turno d'anticipo sia per i monegaschi, già sicuri inoltre del primato nel girone, che per i teutonici e costringono d'altro canto sia i britannici, sia i ruteni all'eliminazione dal torneo.
Nell'ultima giornata, il Bayer Leverkusen prevale per 3-0 alla BayArena sul Monaco (decidono le reti di Jurčenko e Brandt, coadiuvate all'autogol del portiere avversario De Sanctis) e conferma dunque il secondo posto in classifica con 10 punti alle spalle degli stessi francesi, che, nonostante la prima battuta d'arresto stagionale a livello europeo, consolidano comunque l'ormai assicurato comando del girone con 11 punti. Nell'altro match, il Tottenham sconfigge in rimonta per 3-1 il CSKA Mosca al Wembley Stadium (i gol di Alli e Kane, conditi dall'autorete del portiere ruteno Akinfeev, ribaltano il vantaggio iniziale di Dzagoev), ottenendo così il terzo posto con 7 punti e l'annesso ripescaggio in Europa League proprio a sfavore dei russi, che terminano la loro campagna europea come fanalino di coda con 3 punti. 
| Squadra          | Pt | G | V | N | P | GF | GS | DG |
| ---------------- | -- | - | - | - | - | -- | -- | -- |
| Monaco           | 11 | 6 | 3 | 2 | 1 | 9  | 7  | +2 |
| Bayer Leverkusen | 10 | 6 | 2 | 4 | 0 | 8  | 4  | +4 |
| Tottenham        | 7  | 6 | 2 | 1 | 3 | 6  | 6  | 0  |
| CSKA Mosca       | 3  | 6 | 0 | 3 | 3 | 5  | 11 | -6 |

| Arbitro: | Daniele Orsato |

|                           |           |                          |
| Mehmedi 9’ Çalhanoğlu 15’ | Marcatori | 36’ Dzagoev 38’ Erëmenko |

| Arbitro: | Gianluca Rocchi |

|                  |           |                     |
| Alderweireld 45’ | Marcatori | 15’ Silva 31’ Lemar |

| Arbitro: | David Fernández Borbalán |

|            |           |               |
| Glik 90+4’ | Marcatori | 73’ Hernández |

| Arbitro: | Antonio Mateu Lahoz |

|  |           |         |
|  | Marcatori | 71’ Son |

| Arbitro: | Martin Strömbergsson |

|            |           |           |
| Traoré 34’ | Marcatori | 87’ Silva |

| Leverkusen 18 ottobre 2016, ore 20:45 CEST 3ª giornata | Bayer Leverkusen | 0 – 0 referto | Tottenham | BayArena (28 887 spett.)\| Arbitro: \| Cüneyt Çakır \| |
| Arbitro:                                               | Cüneyt Çakır     |               |           |                                                        |

| Arbitro: | Matej Jug |

|                             |           |  |
| Germain 13’ Falcao 29’, 41’ | Marcatori |  |

| Arbitro: | Jonas Eriksson |

|  |           |           |
|  | Marcatori | 65’ Kampl |

| Arbitro: | Alberto Undiano Mallenco |

|                   |           |             |
| Natkho 76’ (rig.) | Marcatori | 16’ Volland |

| Arbitro: | Björn Kuipers |

|                      |           |                 |
| Sidibé 48’ Lemar 53’ | Marcatori | 52’ (rig.) Kane |

| Arbitro: | Gediminas Mažeika |

|                                               |           |  |
| Jurčenko 30’ Brandt 48’ De Sanctis 82’ (aut.) | Marcatori |  |

| Arbitro: | Nicola Rizzoli |

|                                         |           |             |
| Alli 38’ Kane 45+1’ Akinfeev 77’ (aut.) | Marcatori | 33’ Dzagoev |

## Gruppo F

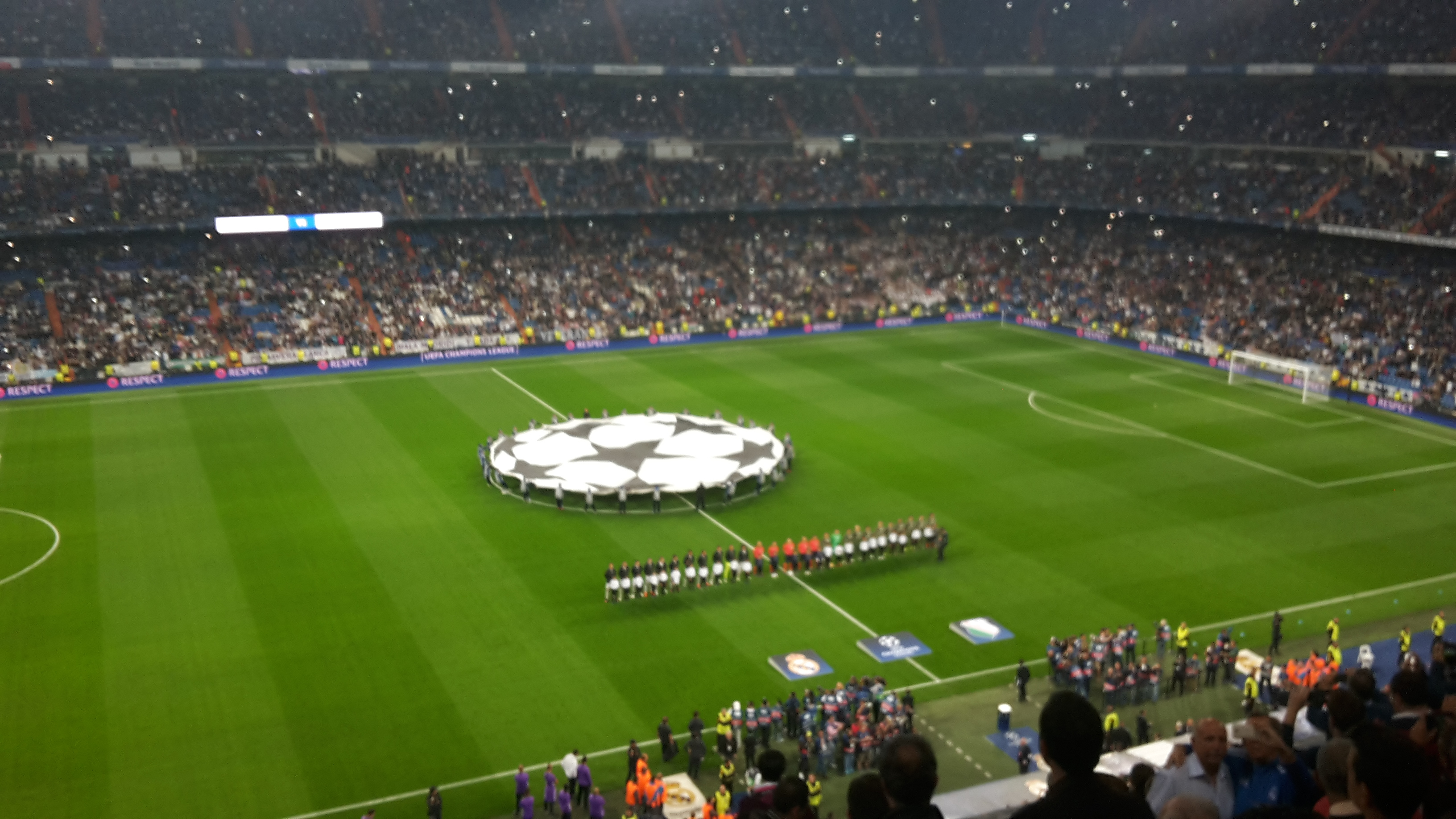
Lo stadio Bernabéu prima dell'inizio del match fra i padroni di casa del Real Madrid e il Legia Varsavia.

Nel Gruppo F vengono inseriti gli spagnoli del Real Madrid, i tedeschi del Borussia Dortmund, i portoghesi dello Sporting Lisbona e i polacchi del Legia Varsavia.
Nella giornata d'esordio, i campioni in carica del Real Madrid battono in rimonta per 2-1 lo Sporting Lisbona al Bernabéu: le reti in extremis di Ronaldo (a segno su calcio di punizione) e Morata ribaltano l'iniziale vantaggio lusitano ad opera di Bruno César; mentre nell'altra gara, il Borussia Dortmund travolge il Legia Varsavia, di ritorno nella competizione dopo ventuno anni d'assenza, con un altisonante 6-0 alla Pepsi Arena in virtù delle marcature di Götze, Sōkratīs, Bartra, Guerreiro, Castro e Aubameyang.
Nella seconda giornata, i tedeschi impongono agli spagnoli il pareggio per 2-2 al Westfalenstadion grazie ai gol di Aubameyang e Schürrle, che fanno da contraltare a quelli avversari di Ronaldo e Varane; invece allo stadio José Alvalade, i portoghesi superano i polacchi col risultato di 2-0, frutto delle reti di Ruiz e Dost.
Nella terza giornata, gli spagnoli surclassano i polacchi con un sonoro 5-1 a Madrid in seguito alle marcature di Bale, Asensio, Vázquez e Morata, condite dall'autorete di Jodłowiec, mentre è di Radović su calcio di rigore l'unico gol messo a segno dagli ospiti. Nell'altra gara, i tedeschi espugnano il campo dei portoghesi, vincendo per 2-1 a Lisbona con le reti di Aubameyang e Weigl, cui segue quella lusitana di Bruno César su calcio di punizione a due, la quale accorcia solamente le distanze.
Nella quarta giornata, il Borussia Dortmund prevale nuovamente sullo Sporting Lisbona, sconfiggendolo per 1-0 a Dortmund con il decisivo gol di Adrián Ramos, che permette inoltre ai teutonici di qualificarsi agli ottavi di finale con due turni d'anticipo; invece a Varsavia, il Real Madrid viene sorprendentemente bloccato sul pareggio per 3-3 dal Legia Varsavia: per i madrileni vanno in rete Bale, Benzema e Kovačić, mentre per i polacchi sono Odjidja-Ofoe, Radović e Moulin a scrivere il proprio nome sul tabellino dei marcatori.
Nella quinta giornata, gli spagnoli hanno la meglio sui portoghesi per 2-1 allo stadio José Alvalade in virtù delle reti di Varane e Benzema, inframezzate da quella del momentaneo pari lusitano ad opera di Adrien Silva su calcio di rigore, che consentono appunto ai madrileni di raggiungere la qualificazione agli ottavi di finale (la ventesima consecutiva) con un turno d'anticipo. Nell'altro match, i tedeschi battono i polacchi al Westfalenstadion con un clamoroso 8-4 (stabilendo il record del maggior numero di gol segnati in un'unica partita della manifestazione): per i padroni di casa segnano Kagawa (autore di una doppietta), Şahin, Dembélé, Reus (anch'egli con una doppietta) e Passlack, coadiuvati all'autogol di Rzeźniczak, invece per gli ospiti sono Prijović (doppietta), Kucharczyk e Nikolić a scrivere il proprio nome sul tabellino dei marcatori.
Nell'ultima giornata, il Borussia Dortmund strappa un pari in rimonta per 2-2 contro il Real Madrid al Bernabéu (le reti di Aubameyang e Reus equalizzano l'iniziale doppietta di Benzema) e centra dunque il primo posto in classifica con 14 punti davanti agli stessi madrileni, che si devono così accontentare della seconda piazza con 12 punti. Nell'altra partita, il Legia Varsavia coglie invece la prima vittoria nel raggruppamento a spese dello Sporting Lisbona, trionfando per 1-0 alla Pepsi Arena con il decisivo gol di Guilherme, che permette appunto ai polacchi di agguantare il terzo posto con 4 punti e l'annesso ripescaggio in Europa League proprio a discapito dei portoghesi, i quali deludono largamente le aspettative della vigilia e giungono all'ultimo posto del girone con 3 punti. 
| Squadra           | Pt | G | V | N | P | GF | GS | DG  |
| ----------------- | -- | - | - | - | - | -- | -- | --- |
| Borussia Dortmund | 14 | 6 | 4 | 2 | 0 | 21 | 9  | +12 |
| Real Madrid       | 12 | 6 | 3 | 3 | 0 | 16 | 10 | +6  |
| Legia Varsavia    | 4  | 6 | 1 | 1 | 4 | 9  | 24 | -15 |
| Sporting Lisbona  | 3  | 6 | 1 | 0 | 5 | 5  | 8  | -3  |

| Arbitro: | Paolo Tagliavento |

|                          |           |           |
| Ronaldo 89’ Morata 90+5’ | Marcatori | 48’ César |

| Arbitro: | Sergej Karasëv |

|  |           |                                                                          |
|  | Marcatori | 7’ Götze 15’ Sōkratīs 17’ Bartra 51’ Guerreiro 76’ Castro 87’ Aubameyang |

| Arbitro: | Mark Clattenburg |

|                             |           |                        |
| Aubameyang 43’ Schürrle 87’ | Marcatori | 17’ Ronaldo 68’ Varane |

| Arbitro: | Michael Oliver |

|                   |           |  |
| Ruiz 28’ Dost 37’ | Marcatori |  |

| Arbitro: | Damir Skomina |

|           |           |                         |
| César 67’ | Marcatori | 9’ Aubameyang 43’ Weigl |

| Arbitro: | Ruddy Buquet |

|                                                                        |           |                    |
| Bale 16’ Jodłowiec 20’ (aut.) Asensio 37’ Lucas Vázquez 68’ Morata 84’ | Marcatori | 22’ (rig.) Radović |

| Arbitro: | Danny Makkelie |

|           |           |  |
| Ramos 12’ | Marcatori |  |

| Arbitro: | Pavel Královec |

|                                         |           |                                 |
| Odjidja-Ofoe 40’ Radović 58’ Moulin 83’ | Marcatori | 1’ Bale 35’ Benzema 85’ Kovačić |

| Arbitro: | William Collum |

|                   |           |                        |
| Adrien 80’ (rig.) | Marcatori | 29’ Varane 87’ Benzema |

| Arbitro: | Martin Strömbergsson |

|                                                                                          |           |                                              |
| Kagawa 17’, 18’ Şahin 20’ Dembélé 29’ Reus 32’, 52’ Passlack 81’ Rzeźniczak 90+2’ (aut.) | Marcatori | 10’, 24’ Prijović 57’ Kucharczyk 83’ Nikolić |

| Arbitro: | Szymon Marciniak |

|                  |           |                         |
| Benzema 28’, 53’ | Marcatori | 60’ Aubameyang 88’ Reus |

| Arbitro: | Gianluca Rocchi |

|               |           |  |
| Guilherme 30’ | Marcatori |  |

## Gruppo G

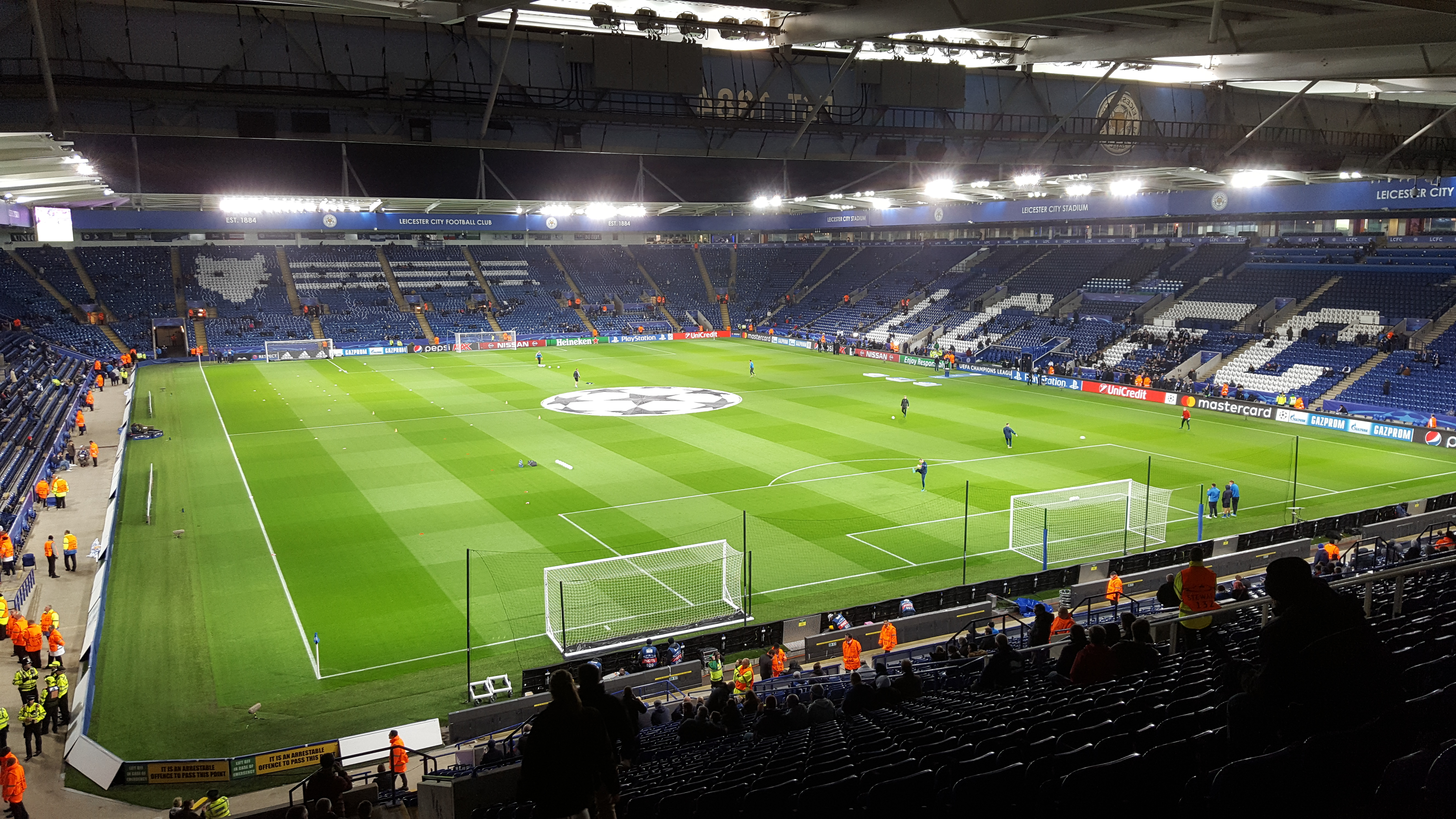
Il King Power Stadium prima dell'inizio del match fra i padroni di casa del Leicester City e il Copenaghen.

Nel Gruppo G vengono inseriti gli inglesi del Leicester City, i portoghesi del Porto, i danesi del Copenaghen e i belgi del Club Bruges.
Nella prima giornata, l'esordiente Leicester City si impone per 3-0 allo stadio Jan Breydel sul Club Bruges (di ritorno nella competizione dopo undici anni d'assenza), trovando conseguentemente la prima storica vittoria nel torneo grazie alla doppietta di Mahrez e alla rete di Albrighton; mentre allo stadio do Dragão, il Copenaghen inchioda il Porto sul pari per 1-1: al gol lusitano di Otávio risponde quello nordico di Cornelius.
Nella seconda giornata, i danesi travolgono i belgi con un sonoro 4-0 al Parken Stadium, frutto delle marcature di Delaney, Santander e Jørgensen, coadiuvate all'autorete di Denswil; invece al King Power Stadium, gli inglesi piegano per 1-0 i portoghesi con il decisivo gol di Slimani.
Nella terza giornata, gli inglesi prevalgono anche sui danesi, vincendo per 1-0 a Leicester con la cruciale rete di Mahrez; mentre nell'altra gara, i portoghesi espugnano il campo dei belgi, battendoli in rimonta per 2-1 a Bruges in virtù dei gol di Layún e André Silva (a segno su calcio di rigore in pieno recupero), che ribaltano quello iniziale di Vossen e conferiscono appunto ai lusitani il loro primo successo nel raggruppamento.
Nella quarta giornata, il Porto supera nuovamente il Club Bruges, sconfiggendolo per 1-0 a Porto grazie alla risolutiva marcatura di André Silva ed eliminandolo prematuramente dalla manifestazione; invece a Copenaghen, il Leicester City non va oltre il pari per 0-0 in un match molto equilibrato contro i padroni di casa del Copenaghen.
Nella quinta giornata, gli inglesi hanno la meglio sui belgi per 2-1 al King Power Stadium grazie ai gol di Okazaki e Mahrez, cui segue quello inutile avversario ad opera di Izquierdo, conquistando dunque con un turno d'anticipo la prima storica qualificazione agli ottavi di finale del torneo. Nell'altro incontro, i danesi bloccano invece i portoghesi sul pari per 0-0 al Parken Stadium, merito anche dell'ottima prestazione del portiere Olsen, fondamentale ai fini di tale risultato per i nordici.
Nell'ultima giornata, il Porto regola il Leicester City con un altisonante 5-0 allo stadio do Dragão (decidono le reti di Corona, Brahimi, Jota e la doppietta di André Silva), centrando così il secondo posto in classifica con 11 punti e l'annesso passaggio agli ottavi di finale alle spalle degli stessi inglesi, che, nonostante siano incappati nella prima sconfitta stagionale a livello europeo, erano già sicuri dell'arrivo al primo posto con 13 punti. Nell'altra partita, il Copenaghen batte per 2-0 il Club Bruges allo stadio Jan Breydel con il gol di Jørgensen e l'autorete di Mechele; risultato che, coadiuvato al contemporaneo trionfo dei portoghesi, relega tuttavia i danesi al terzo posto del girone con 9 punti e al conseguente ripescaggio in Europa League, mentre i belgi terminano come fanalino di coda del gruppo senza aver ottenuto alcun punto in sei gare disputate.
| Squadra        | Pt | G | V | N | P | GF | GS | DG  |
| -------------- | -- | - | - | - | - | -- | -- | --- |
| Leicester City | 13 | 6 | 4 | 1 | 1 | 7  | 6  | +1  |
| Porto          | 11 | 6 | 3 | 2 | 1 | 9  | 3  | +6  |
| Copenaghen     | 9  | 6 | 2 | 3 | 1 | 7  | 2  | +5  |
| Club Bruges    | 0  | 6 | 0 | 0 | 6 | 2  | 14 | -12 |

| Arbitro: | Anastasios Sidīropoulos |

|  |           |                                      |
|  | Marcatori | 5’ Albrighton 29’, 61’ (rig.) Mahrez |

| Arbitro: | Matej Jug |

|            |           |               |
| Otávio 13’ | Marcatori | 52’ Cornelius |

| Arbitro: | Craig Thomson |

|                                                              |           |  |
| Denswil 53’ (aut.) Delaney 64’ Santander 69’ Jørgensen 90+2’ | Marcatori |  |

| Arbitro: | Cüneyt Çakır |

|             |           |  |
| Slimani 25’ | Marcatori |  |

| Arbitro: | Nicola Rizzoli |

|            |           |  |
| Mahrez 40’ | Marcatori |  |

| Arbitro: | Paolo Tagliavento |

|            |           |                                    |
| Vossen 12’ | Marcatori | 68’ Layún 90+3’ (rig.) André Silva |

| Copenaghen 2 novembre 2016, ore 20:45 CET 4ª giornata | Copenaghen  | 0 – 0 referto | Leicester City | Parken Stadium (34 146 spett.)\| Arbitro: \| Felix Brych \| |
| Arbitro:                                              | Felix Brych |               |                |                                                             |

| Arbitro: | Alberto Undiano Mallenco |

|                 |           |  |
| André Silva 37’ | Marcatori |  |

| Arbitro: | Ruddy Buquet |

|                              |           |               |
| Okazaki 5’ Mahrez 30’ (rig.) | Marcatori | 52’ Izquierdo |

| Copenaghen 22 novembre 2016, ore 20:45 CET 5ª giornata | Copenaghen    | 0 – 0 referto | Porto | Parken Stadium (32 036 spett.)\| Arbitro: \| Milorad Mažić \| |
| Arbitro:                                               | Milorad Mažić |               |       |                                                               |

| Arbitro: | Michael Oliver |

|  |           |                                 |
|  | Marcatori | 8’ (aut.) Mechele 15’ Jørgensen |

| Arbitro: | Felix Zwayer |

|                                                                  |           |  |
| André Silva 6’, 64’ (rig.) Corona 26’ Brahimi 44’ Diogo Jota 77’ | Marcatori |  |

## Gruppo H

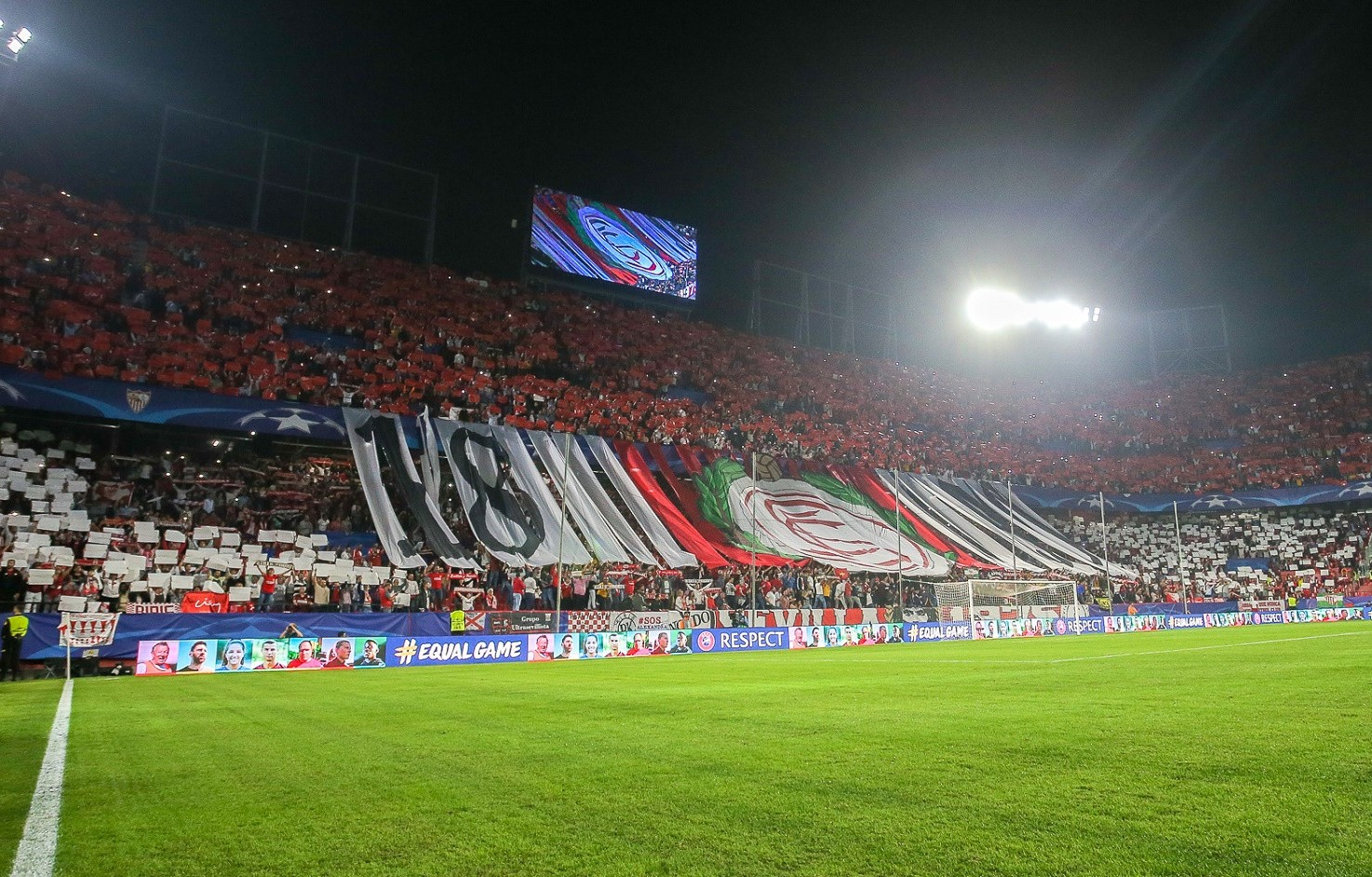
Lo stadio Ramón Sánchez-Pizjuán prima del match fra i padroni di casa del Siviglia e la Juventus.

Nel Gruppo H vengono inseriti gli italiani della Juventus, gli spagnoli del Siviglia, i francesi dell'Olympique Lione e i croati della Dinamo Zagabria.
Nella giornata d'esordio, l'Olympique Lione batte per 3-0 la Dinamo Zagabria al Parc OL con le reti di Tolisso, Ferri e Cornet; mentre allo Juventus Stadium, il Siviglia, detentore dell'Europa League, riesce a bloccare la Juventus sul pari per 0-0, merito di un atteggiamento prettamente difensivo, condito dall'ottima prestazione del portiere Sergio Rico, autore di parate fondamentali ai fini di tale risultato per gli andalusi.
Nella seconda giornata, gli spagnoli piegano per 1-0 i francesi allo stadio Ramón Sánchez-Pizjuán con il decisivo gol di Ben Yedder; invece nell'altra gara, gli italiani travolgono i croati per 4-0 allo stadio Maksimir grazie alle marcature di Pjanić, Higuaín, Dybala e Dani Alves (a segno su calcio di punizione).
Nella terza giornata, gli italiani hanno la meglio sui francesi, imponendosi per 1-0 a Lione con la cruciale rete di Cuadrado, coadiuvata all'eccellente performance del portiere Buffon, il quale neutralizza pure un calcio di rigore avversario; mentre a Zagabria, anche gli spagnoli espugnano il campo dei croati col medesimo risultato, frutto del risolutivo gol di Nasri, che permette inoltre agli iberici di ottenere la loro prima vittoria in una trasferta della competizione dopo sette anni dall'ultima conseguita.
Nella quarta giornata, il Siviglia supera nuovamente la Dinamo Zagabria, ancora a secco di punti, vincendo con un sonoro 4-0 a Siviglia in virtù delle marcature di Vietto, Escudero, N'Zonzi e Ben Yedder; invece a Torino, la Juventus viene sorprendentemente fermata sul pareggio per 1-1 dall'Olympique Lione: al gol iniziale di Higuaín (avvenuto su calcio di rigore) per i piemontesi risponde quello di Tolisso a favore dei transalpini.
Nella quinta giornata, i francesi trionfano per 1-0 sui croati allo stadio Maksimir con la decisiva rete di Lacazette, che pone dunque fine alla stagione europea dei balcanici; mentre allo stadio Ramón Sánchez-Pizjuán, gli italiani battono in rimonta per 3-1 gli spagnoli grazie ai gol di Marchisio, Bonucci e Mandžukić, i quali ribaltano l'iniziale vantaggio andaluso di Pareja e consentono inoltre ai torinesi di qualificarsi agli ottavi di finale con un turno d'anticipo. In quest'ultimo match, l'attaccante juventino Kean diventa il primo calciatore nato negli anni duemila ad esordire nella massima manifestazione continentale.
Nell'ultima giornata, la Juventus centra il primo posto in classifica con 14 punti dopo aver sconfitto per 2-0 la Dinamo Zagabria allo Juventus Stadium (decidono le reti di Higuaín e Rugani); invece nell'altra partita, il Siviglia non va oltre il pari per 0-0 contro l'Olympique Lione al Parc OL, raggiungendo comunque il secondo posto con 11 punti valevoli per il passaggio agli ottavi di finale dopo sei anni dall'ultimo conseguito. In seguito a tali risultati, i francesi si collocano al terzo posto del girone con 8 punti ed ottengono così l'annesso ripescaggio in Europa League, mentre i croati giungono all'inevitabile ultimo posto senza aver racimolato alcun punto, né aver realizzato alcuna rete su sei incontri disputati.
| Squadra         | Pt | G | V | N | P | GF | GS | DG  |
| --------------- | -- | - | - | - | - | -- | -- | --- |
| Juventus        | 14 | 6 | 4 | 2 | 0 | 11 | 2  | +9  |
| Siviglia        | 11 | 6 | 3 | 2 | 1 | 7  | 3  | +4  |
| Olympique Lione | 8  | 6 | 2 | 2 | 2 | 5  | 3  | +2  |
| Dinamo Zagabria | 0  | 6 | 0 | 0 | 6 | 0  | 15 | -15 |

| Arbitro: | Martin Strömbergsson |

|                                  |           |  |
| Tolisso 13’ Ferri 49’ Cornet 57’ | Marcatori |  |

| Torino 14 settembre 2016, ore 20:45 CET 1ª giornata | Juventus      | 0 – 0 referto | Siviglia | Juventus Stadium (33 261 spett.)\| Arbitro: \| Deniz Aytekin \| |
| Arbitro:                                            | Deniz Aytekin |               |          |                                                                 |

| Arbitro: | Bas Nijhuis |

|                |           |  |
| Ben Yedder 53’ | Marcatori |  |

| Arbitro: | Manuel de Sousa |

|  |           |                                                  |
|  | Marcatori | 24’ Pjanić 31’ Higuaín 57’ Dybala 85’ Dani Alves |

| Arbitro: | Michael Oliver |

|  |           |           |
|  | Marcatori | 37’ Nasri |

| Arbitro: | Szymon Marciniak |

|  |           |              |
|  | Marcatori | 76’ Cuadrado |

| Arbitro: | Felix Zwayer |

|                                                    |           |  |
| Vietto 31’ Escudero 66’ N'Zonzi 80’ Ben Yedder 87’ | Marcatori |  |

| Arbitro: | Björn Kuipers |

|                    |           |             |
| Higuaín 13’ (rig.) | Marcatori | 85’ Tolisso |

| Arbitro: | Pavel Královec |

|  |           |               |
|  | Marcatori | 72’ Lacazette |

| Arbitro: | Mark Clattenburg |

|           |           |                                                    |
| Pareja 9’ | Marcatori | 45+2’ (rig.) Marchisio 84’ Bonucci 90+4’ Mandžukić |

| Décines-Charpieu 7 dicembre 2016, ore 20:45 CET 6ª giornata | Olympique Lione | 0 – 0 referto | Siviglia | Parc Olympique Lyonnais (52 423 spett.)\| Arbitro: \| Jonas Eriksson \| |
| Arbitro:                                                    | Jonas Eriksson  |               |          |                                                                         |

| Arbitro: | Anthony Taylor |

|                        |           |  |
| Higuaín 52’ Rugani 73’ | Marcatori |  |

## Tabella riassuntiva
| Gruppo | Vincitore         | 2º classificato     |
| ------ | ----------------- | ------------------- |
| A      | Arsenal           | Paris Saint-Germain |
| B      | Napoli            | Benfica             |
| C      | Barcellona        | Manchester City     |
| D      | Atlético Madrid   | Bayern Monaco       |
| E      | Monaco            | Bayer Leverkusen    |
| F      | Borussia Dortmund | Real Madrid         |
| G      | Leicester City    | Porto               |
| H      | Juventus          | Siviglia            |

## Classifica marcatori
Dati aggiornati al 7 dicembre 2016
| Gol | Rigori |  | Giocatore                 | Squadra             |
| --- | ------ |  | ------------------------- | ------------------- |
| 10  |        |  | Lionel Messi              | Barcellona          |
| 6   | 1      |  | Edinson Cavani            | Paris Saint-Germain |
| 5   | 2      |  | Robert Lewandowski        | Bayern Monaco       |
| 4   |        |  | Mesut Özil                | Arsenal             |
| 4   |        |  | Karim Benzema             | Real Madrid         |
| 4   | 2      |  | Riyad Mahrez              | Leicester City      |
| 4   |        |  | Pierre-Emerick Aubameyang | Borussia Dortmund   |
| 4   |        |  | Dries Mertens             | Napoli              |
| 4   | 2      |  | André Silva               | Porto               |
| 4   |        |  | Arda Turan                | Barcellona          |
| 3   | 1      |  | Sergio Agüero             | Manchester City     |
| 3   |        |  | Antoine Griezmann         | Atlético Madrid     |
| 3   | 1      |  | Arkadiusz Milik           | Napoli              |
| 3   |        |  | Vincent Aboubakar         | Beşiktaş            |
| 3   | 2      |  | Eduardo Salvio            | Benfica             |
| 3   | 1      |  | Moussa Dembélé            | Celtic              |
| 3   | 1      |  | Gonzalo Higuaín           | Juventus            |
| 3   |        |  | Lucas Pérez               | Arsenal             |
| 3   |        |  | Marco Reus                | Borussia Dortmund   |
| 3   |        |  | Theo Walcott              | Arsenal             |
| 3   | 1      |  | Dmitrij Poloz             | Rostov              |
| 3   |        |  | Joshua Kimmich            | Bayern Monaco       |